# Buda-Kašalëva
Buda-Kašalëva (in bielorusso Буда-Кашалёва?; in russo Буда-Кошелёво?, Buda-Košelëvo) è un comune della Bielorussia, situato nella regione di Homel'.